# Veronica Boxberg Karlsson

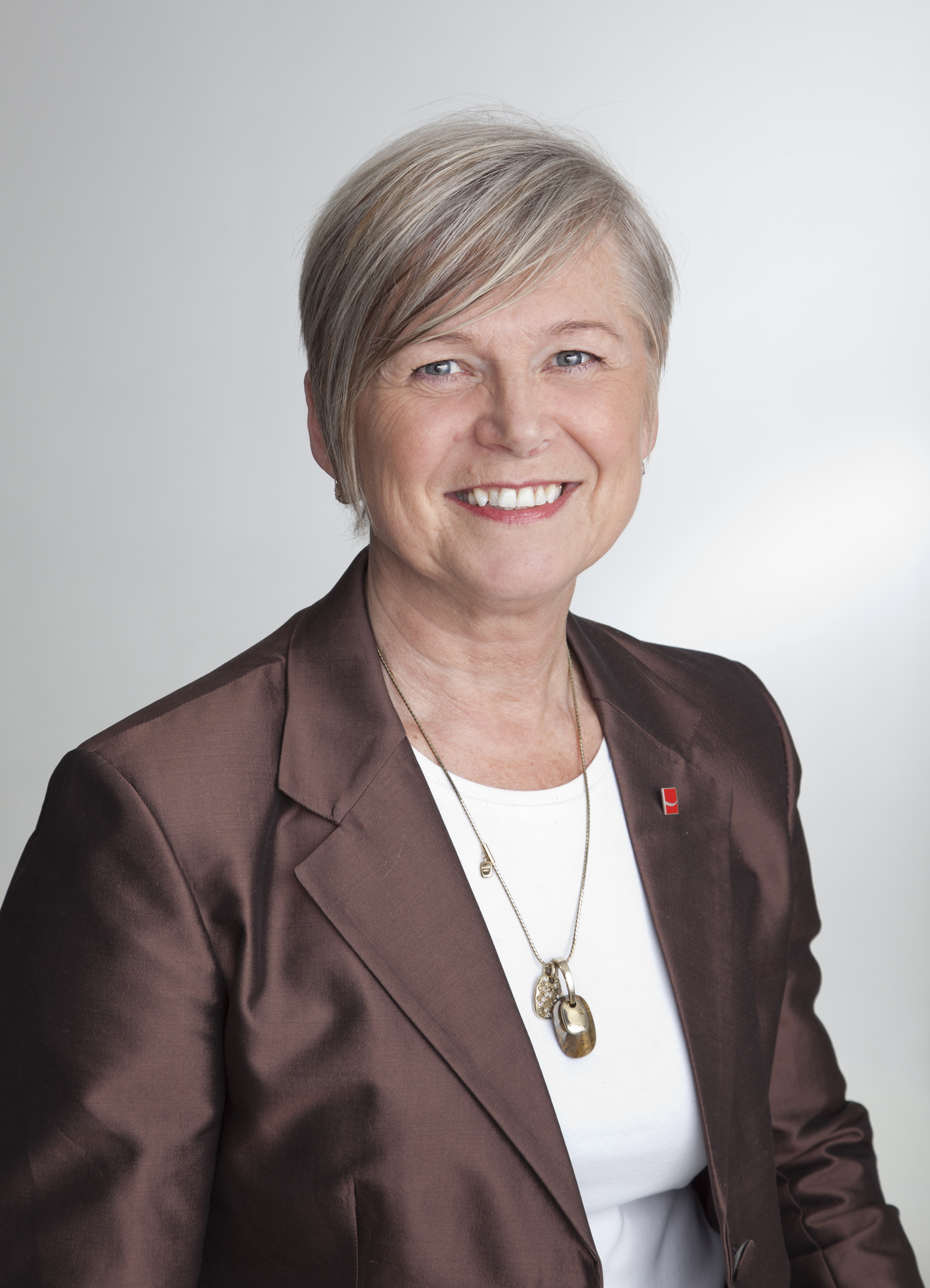

Veronica Elisabet Ralfsdotter Boxberg Karlsson, född 11 juli 1957, är en svensk författare av fackböcker om affärsutveckling samt grundare av och VD för företaget Bättre Affärer sedan 1995. Hon är även grundare av den europeiska branschorganisationen för mystery shopping, MSPA Europe som från och med 2017 även omfattar Afrika, grundare av Better Business World Wide samt SSQ Award (Scandinavian Service & Quality Award) som är ackrediterat av HOTREC på Europanivå.
Veronica Boxberg Karlsson blev Årets Företagare i Vallentuna 2007 och var finalist i Beautiful Business Award 2009 (PwC Sverige). Hennes företag Better Business World Wide utsågs till Gasellföretag av Dagens Industri 2008.

## Utbildning
Veronica Boxberg Karlsson är diplomerad marknadsekonom från IHM Business School i Stockholm (1989). Hon har därefter vidareutbildat sig genom bland annat Executive Program in Strategic Planning in the Hospitality Industry på Cornell University, Ithaca, New York, USA (1993) och Executive Program in Legendary Service på Ritz Carlton Leadership Center, Atlanta, Georgia, USA (1999). Boxberg Karlsson är även utbildad examinator för Utmärkelsen Svensk Kvalitet.

## Karriär
Under större delen av sitt yrkesverksamma liv har Boxberg Karlsson arbetat med service- och kvalitetsfrågor. Efter instegstjänster på EPA (del i NK & Turitz) inom kundtjänst, kassa, och försäljning tog hon 1973 steget till B&W Stormarknader där hon under perioden 1973 - 1991 avancerade från Kassachef i på stormarknaden i Täby till Driftchef för alla restauranger i Sverige. 1991 – 1995 var Boxberg Karlsson Driftchef inom SAS Service Partner för Terminal 5 på Arlanda Flygplats.
1995 slutade Boxberg Karlsson som anställd för att starta egen verksamhet. Först startade hon AB Bättre Affärer och därefter, år 2002 Scandinavian Service & Quality Award. Hon är fortfarande VD för båda bolagen.

## Övriga uppdrag
Veronica Boxberg Karlsson är sedan 2014 ledamot i fullmäktige för Stockholms Handelskammare och sedan 2016 ledamot i styrelsen. I Stockholms Handelskammares lokala styrelse i Vallentuna har hon varit ledamot sedan år 2000, varav 3 år som ordförande Övriga svenska styrelseuppdrag innefattar bland annat Värdskapet Sverige AB 2011-2016 och Nära AB (personlig assistans) sedan 2011.
På internationell nivå har Boxberg Karlsson bland annat engagerat sig som ledamot sedan 2001 i branschorganisationen MSPA Europe/Africa (varav 3 år som ordförande) och sedan 2006 i MSPA Global Board (varav 2 år som ordförande).

## Familj
Veronica Boxberg Karlsson är gift och har tre barn, varav yngsta dottern är VD för mystery shoppingföretaget Better Business World Wide. Boxberg Karlsson är bosatt i Sverige och Spanien.